# Séquestre cornéen
Le séquestre cornéen est une affection spécifique de l’œil, que l’on trouve chez le chat. Les races brachycéphales, et plus particulièrement les Persans et Exotic shorthair y sont prédisposés,.